# Murexia longicaudata
Murexia longicaudata је врста сисара торбара из реда Dasyuromorphia.

## Распрострањење
Врста има станиште у Индонезији и Папуи Новој Гвинеји.

## Станиште
Врста Murexia longicaudata има станиште на копну.
Врста је по висини распрострањена од нивоа мора до 1.800 метара надморске висине.

## Начин живота
Врста Murexia longicaudata прави гнезда.

## Угроженост
Ова врста није угрожена, и наведена је као последња брига јер има широко распрострањење.

### Популациони тренд
Популациони тренд је за ову врсту непознат.